# Огнян Тетимов
Огнян Димитров Тетимов е български политик от политическа партия „Атака“.

## Биография
Роден е на 11 юли 1964 г. в град Сандански, но израства в село Митиново, Петричко. Родът му е от неврокопското село Ковачевица - правнук е на хайдутина Тодор Тетимов (Кануш войвода). Завършва Селскостопанския техникум в Сандански със специалност машинен техник. Оглавява общинската структура на „Атака“ в Петрич, а по-късно става председател на областното ръководство. Депутат е в XLI народно събрание.
На 21 декември 2011 година, заедно с още трима народни представители напуска парламентарната група на „Атака“.